# 2021年海地地震

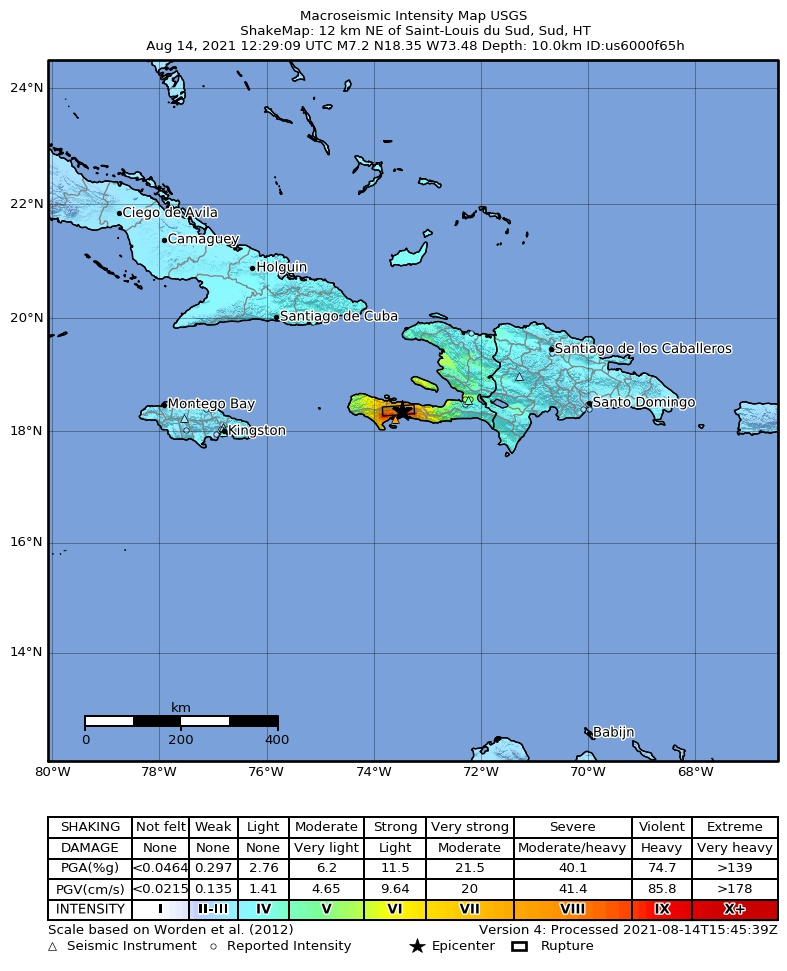
USGS震度分布圖

2021年海地地震是指2021年8月14日发生于海地的一场地震。海地当地时间2021年8月14日上午8:29分，发生規模7.2级地震。这次地震的震源位于首都太子港以西约120公里处。据报道，地震已造成2200人死亡，12268人受伤和300多人失蹤。
美國海嘯預警系統稍早前針對海地發布海嘯預警，預報可能有浪高1公尺至3公尺程度的海嘯侵襲，不过此预警暂已解除。

## 构造环境
此地震是沿着海地首都太子港以西125公里的芭蕉花園斷層帶发生的斜滑移逆断层运动造成的。地震发生在一个向西北倾斜并带有左移走滑分量的逆断层，或向东南向西南倾斜并带有右移走滑分量的断层上的浅层地震。在地震发生地，局部板块边界以左移走滑运动和压缩为主。 该位置的板块边界符合加勒比板块相对于北美洲板块的向东及向左侧运动。因此，地震很可能发生在东西走向的北倾断层面上，具有左移走滑的分量。

## 各方反應
- 中華民國（臺灣）：海地是中華民國互設大使館的邦交國，中華民國政府與臺灣人民共捐助賑款捐贈50萬美元（約1500萬元新台幣）協助賑災，並提供海地政府必要之救災及災後重建協助。[9]
- ：南韓外交部8月17日宣布，將捐贈100萬美元協助賑災[10]
- 俄羅斯: 俄羅斯外交部8月17日宣布，將捐贈5億盧布(約1000萬美元)協助賑災  [11]
- 越南：政府总理范明政向海地总理阿里埃尔·亨利致慰问电。[12]